# Polo delle Libertà

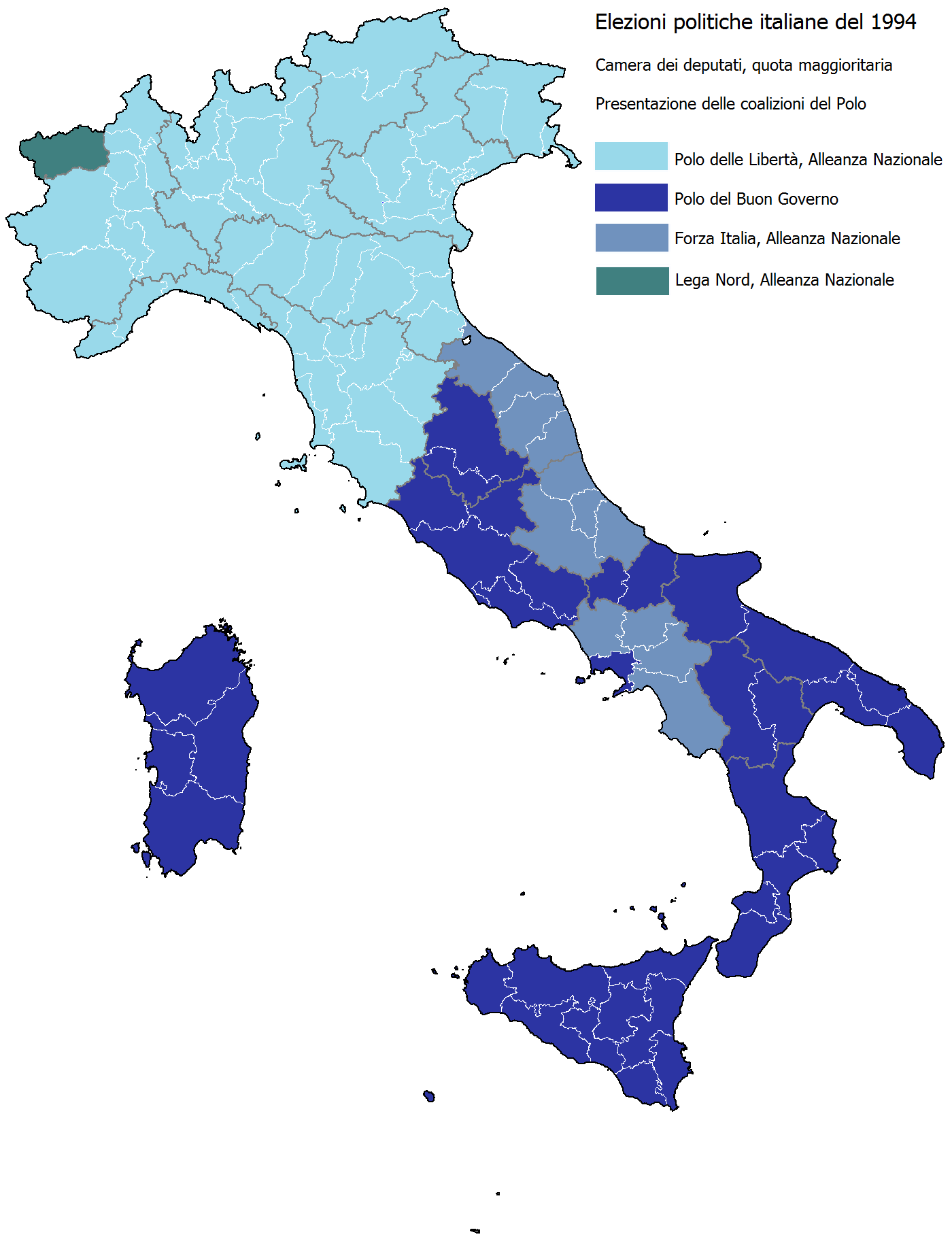
Der Polo delle Libertà trat in den hellblau markierten Wahlkreisen in Norditalien, der Polo del Buon Governo in den dunkelblau markierten in Mittel- und Süditalien an. In den graublau markierten Wahlkreisen (Marken, Abruzzen, Kampanien) gab es jeweils getrennte Kandidaten von Forza Italia und Alleanza Nazionale

Der Polo delle Libertà (PdL) (deutsch: „Pol der Freiheiten“) war das Mitte-rechts-Wahlbündnis, das für die italienischen Parlamentswahlen 1994 in den Regionen Norditaliens (einschließlich der Toskana) gebildet wurde. Das Bündnis bestand aus folgenden Parteien:
- Forza Italia (FI) von Silvio Berlusconi
- Lega Nord (LN)
- Lista Pannella – Riformatori
- Centro Cristiano Democratico (CCD)
- Unione di Centro (UdC)

In Mittel- und Süditalien trat unterdessen der Polo del Buon Governo („Pol des guten Regierens“) an, zu dem nicht die Lega Nord, dafür aber die postfaschistische Alleanza Nazionale gehörte.
Hintergrund war das 1993 eingeführte Wahlrecht Mattarellum, bei dem drei Viertel der Sitze in der Abgeordnetenkammer per Mehrheitswahl vergeben wurde. Um ihre Chancen zu steigern, stellten die Parteien des Polo delle Libertà bzw. Polo del Buon Governo in den meisten Wahlkreisen jeweils einen gemeinsamen Kandidaten auf. Für die nach Verhältniswahlrecht vergebenen Sitze traten sie hingegen mit separaten Parteilisten an. Die Mitte-rechts-Bündnisse gewannen die Wahl mit insgesamt 366 der 630 Sitze in der Abgeordnetenkammer. Sie wählten Silvio Berlusconi zum Ministerpräsidenten und bildeten das Kabinett Berlusconi I, in dem Alleanza Nazionale und Lega Nord je einen stellvertretenden Ministerpräsidenten stellten.
Das Bündnis zerbrach nach wenigen Monaten der gemeinsamen Regierung durch das Ausscheiden der Lega Nord im Januar 1995. Zur vorgezogenen Parlamentswahl 1996 bildeten Forza Italia, Alleanza Nazionale und CCD erneut ein Bündnis (erweitert um die Cristiani Democratici Uniti) unter Führung Berlusconis, mit dem Namen Polo per le Libertà. Die Lega Nord trat hingegen separat an. 2001 schloss sich die Lega Nord wieder dem Mitte-rechts-Block an und es entstand die Casa delle Libertà, die bis 2008 Bestand hatte.